# 堀越英範
堀越　英範（ほりこし　ひでのり、1968年5月17日 -）は奈良県出身の日本の柔道家。現役時代は78kg級の選手。身長173cm。現在は、三重県立上野高校の教頭を勤めている。

## 来歴
桔梗丘高校から天理大学へ進むも、大学時代まで大きな実績は上げていない。1991年には三重県にある名張高校教諭になると、78kg級の選手ながら全日本選手権に出場してベスト16に入った。1993年には全日本選手権で2年ぶりにベスト16に入った。一方、講道館杯で3位になると、選抜体重別では決勝でフジ&トライオーシャンの北田晃三を破って優勝を飾るも、この階級にはバルセロナオリンピックで優勝した吉田秀彦がいたために世界選手権代表には選出されなかった。1994年には講道館杯で優勝するものの、選抜体重別では2位止まりだったが、アジア大会代表に選ばれた。アジア大会では決勝まで進むが、韓国の尹東植に効果で敗れて2位に終わった。1995年のオーストリア国際では決勝で尹を大腰で破って優勝を飾った。全日本選手権では3回戦でJRAの小川直也に判定で敗れるも、3度目のベスト16入りを果たした。1996年の選抜体重別では準決勝で世界チャンピオンの古賀稔彦を開始30秒過ぎに一本背負投で破ると、決勝でも国士舘大学3年の窪田和則を効果で破って優勝を飾った。しかし、古賀に比べて国際大会での実績が乏しいことなどを理由にアトランタオリンピック代表に選出されることはなかった。
この時の堀越が、古賀を破ったエピソードを取り扱った書籍として、増田俊也のノンフィクション『超二流と呼ばれた柔道家』（自身のノンフィクション集『VTJ前夜の中井祐樹』〈イースト・プレス〉に収録）がある。

## 戦績
- 1992年 -　選抜体重別　3位
- 1993年 -　講道館杯　3位
- 1993年 -　選抜体重別　優勝
- 1993年 -　韓国国際　5位
- 1994年 -　講道館杯　優勝
- 1994年 -　選抜体重別　2位
- 1994年 -　アジア大会　2位
- 1995年 -　オーストリア国際　優勝
- 1995年 -　選抜体重別　3位
- 1995年 -　韓国国際　3位
- 1996年 -　選抜体重別　優勝
- 1997年 -　選抜体重別　3位